# Philippe Goos
Philippe Goos (* 1980 in Kiel) ist ein deutscher Schauspieler.

## Leben
Philippe Goos machte seine ersten Bühnenerfahrungen von 1995 bis 2003 als Statist und Kleindarsteller im Opern- und Schauspielhaus der Städtischen Bühnen Kiel. Von 2001 bis 2003 studierte er zunächst Philosophie und Germanistik an der Universität Kiel, bevor er sich für eine Laufbahn als Schauspieler entschied. 
Sein Schauspielstudium absolvierte Goos von 2003 bis 2007 an der Hochschule für Musik, Theater und Medien in Hannover. Während seines Studiums spielte er am Studiotheater Hannover und erhielt erste Gastengagements. Seit der Spielzeit 2006/07 ist er festes Ensemblemitglied am Schauspiel Hannover, wo er in Inszenierungen u. a. von Lars-Ole Walburg, Anna Bergmann, Florian Fiedler, Tom Kühnel, Mina Salehpour, Sebastian Schug, Claudia Bauer und Christopher Rüping zu sehen war.
Zu seinen ersten Rollen am Schauspielhaus Hannover gehörte 2007 der Hans in Frühlings Erwachen in einer Inszenierung von Nuran David Calis, in der Goos 2009 auch am Staatsschauspiel Dresden gastierte. 2011 wurde er mit dem Weiter so!-Förderpreis der Gesellschaft der Freunde des hannoverschen Schauspielhauses e. V. (GFS) ausgezeichnet.
In der Spielzeit 2017/18 gehörte Goos als Loki zur Besetzung von Thorleifur Orn Arnarssons Inszenierung der Edda. 2018 spielte er den Josh in einer Bühnenfassung von Takis Würgers Der Club. In der Spielzeit 2019/20 spielte er den Figaro (nach Beaumarchais) an der Seite von Seyneb Saleh (Susanne), Nils Rovira-Muñoz und Kaspar Locher (Almaviva). 
Zur Spielzeiteröffnung der Saison 2021/22 verkörperte Goos am Schauspiel Hannover die Titelrolle in Molières Der eingebildete Kranke in einer Inszenierung von Anne Lenk. Außerdem übernahm er in der Spielzeit 2021/22 den König im Märchenstück Aschenputtel.
Goos ist Gründungsmitglied der freien Theatergruppe Kulturfiliale, die seit 2006 eigene Produktionen, u. a. in Hannover, auf die Bühne bringt. Er wirkte außerdem in Tschaikowsky auf der Couch mit, einer Video-Produktion aus der Reihe KonzertPlus der NDR Radiophilharmonie.
Goos war in kleineren Rollen auch in einigen Film- und TV-Produktionen zu sehen. In der 4. Staffel der ZDF-Serie SOKO Hamburg (2021) übernahm er eine der Episodenrollen als tatverdächtiger Bademeister Ludger Meinke. Er lebt in Hannover.

## Filmografie (Auswahl)
- 2008: Da kommt Kalle: Werbestar Kalle (Fernsehserie, eine Folge)
- 2009: Unter anderen Umständen: Auf Liebe und Tod (Fernsehreihe)
- 2017: Meine fremde Freundin (Fernsehfilm)
- 2018: Geburtstag[16] (Kurzfilm)
- 2021: Das System bist Du[17] (Kurzfilm)
- 2021: Die Welt steht still (Fernsehfilm)
- 2021: SOKO Hamburg (Fernsehserie, Folge Bronze, Silber, Tod)
- 2023: Nord Nord Mord: Sievers und der erste Schrei (Fernsehreihe)